# Athertonia diversifolia
Athertonia diversifolia là một loài thực vật có hoa trong họ Quắn hoa. Loài này được (C.T.White) L.A.S.Johnson & B.G.Briggs miêu tả khoa học đầu tiên năm 1975.